# Raúl Gorostegui
Raúl Armando Gorostegui (Buenos Aires, Argentina; 13 de mayo de 1984) es un exfutbolista argentino. Juega como lateral por izquierda y su primer equipo fue Vélez Sarsfield. Su último club antes de retirarse fue Almirante Brown.

## Trayectoria
Debutó en la entidad velezana en el año 2002 y jugó allí hasta el 2005. En 2006 pasó a Instituto de Córdoba, club en el cual jugó hasta mediados de 2007, para luego pasar a Quilmes donde militó hasta mediados de 2008, cuando arregla su vinculación a Unión de Santa Fe.
A mediados de 2009, luego de las lamentables actuaciones que tuvo en el equipo tatengue, se incorpora a Juventud Antoniana de Salta.

## Clubes
| Club                        | País      | Año       |
| --------------------------- | --------- | --------- |
| Vélez Sarsfield             | Argentina | 2002-2005 |
| Instituto de Córdoba        | Argentina | 2006-2007 |
| Quilmes                     | Argentina | 2007-2008 |
| Unión de Santa Fe           | Argentina | 2008-2009 |
| Juventud Antoniana de Salta | Argentina | 2009-2010 |
| San Martín de Tucumán       | Argentina | 2010      |
| Sarmiento de Junín          | Argentina | 2011      |
| Juventud Antoniana de Salta | Argentina | 2011-2012 |
| Unión de Mar del Plata      | Argentina | 2012-2013 |
| Unión Güemes                | Argentina | 2013-2014 |
| Juventud Antoniana de Salta | Argentina | 2014-2017 |
| Almirante Brown             | Argentina | 2017-2018 |

## Selección nacional
Ha sido internacional con la Selección Argentina Sub-17.

### Participaciones en Copas del Mundo
| Mundial                     | Sede              | Resultado     |
| --------------------------- | ----------------- | ------------- |
| Copa Mundial Sub-17 de 2001 | Trinidad y Tobago | Cuarto puesto |

## Palmarés
| Título          | Club            | País      | Año  |
| --------------- | --------------- | --------- | ---- |
| Torneo Clausura | Vélez Sarsfield | Argentina | 2005 |